# Galopamil
Galopamil (INN) je L-tip blokatora kalcijumovog kanala. On je je analog verapamila. Galopamil se koristi za lečenje srčanih aritmija.

## Spoljašnje veze
|  | Molimo Vas, obratite pažnju na važno upozorenje u vezi sa temama iz oblasti medicine (zdravlja). |